# Honoráveis Bandidos
Honoráveis Bandidos é um livro do jornalista brasileiro Palmério Dória, lançado em 2009, onde narra a ascensão da família Sarney, tanto regionalmente no Maranhão como no âmbito federal, por meio do patriarca, José Sarney. Foi o décimo segundo livro mais vendido no Brasil em 2009 na categoria "Não-ficção", conforme levantamento da Revista Veja.
O título é uma frase proferida por Karl Marx, segundo informa no prefácio Mylton Severiano.

## Histórico e conteúdo
O autor trabalhava como jornalista no periódico O Nacional e, quando a filha de José Sarney, Roseana Sarney, foi aventada pelo pai como candidata à Presidência, em 2002, foi enviado ao Maranhão para cobrir o momento histórico; foi então que decidiu mostrar ao país a realidade vivida pela família, que detém o poder naquele estado brasileiro.
Durante o lançamento da obra em São Luís o evento foi atacado por supostos prepostos da então governadora Roseana, no momento em que discursava um dos fundadores do Partido dos Trabalhadores local, Manoel da Conceição.

### Excerto
"(Wellington Salgado) Esta figura caricata pareceria um estranho no ninho em qualquer parlamento do mundo. Nascido no Rio, é dono da Universidade Oliveira Salgado, no município de São Gonçalo, e responde a processo por sonegação de impostos no Supremo Tribunal Federal. Conseguiu um domicílio eleitoral fajuto em Araguari, Minas Gerais, e praticamente comprou um mandato de senador ao financiar de seu próprio bolso, com quinhentos mil reais, uma parte da milionária campanha para o Senado de Hélio Costa, o eterno repórter do Fantástico da Rede Globo em Nova York."